# Dàmia (mitologia)
Dàmia (en grec antic: Δαμία) era, a la mitologia grega, una divinitat de la fertilitat associada amb Auxèsia o Auxo. Era adorada principalment a Trezè, Epidaure, Egina, Santorí i Esparta. Se la compara amb Demèter i, potser a Roma, amb la Bona Dea. També és el sobrenom de la deessa Cíbele.
Segons Heròdot, a Epidaure hi va haver una gran sequera, i els seus habitants van consultar l'oracle de Delfos. La Pítia els va aconsellar que fessin unes imatges en honor de Dàmia i Auxèsia, però que havien se ser fetes amb fusta d'oliver. Van demanar uns arbres als atenencs, ja que els olivers d'Atenes eren considerats sagrats, i van fer les dues estàtues. Com a contrapartida havien d'enviar cada any ofrenes a la deessa Atena. Els habitants d'Egina, enemistats amb Epidaure, van robar les dues estàtues i se les van emportar a la seva illa, i allà van fer sacrificis propiciatoris i van instaurar un cor de dones, les dàmies, que llançaven improperis i insults obscens. El festival durava nou dies, i les participants tenien estrictament prohibit parlar d'aquells misteris. Heròdot diu també que a Epidaure se celebraven els mateixos rituals.
Epidaure va deixar d'enviar les ofrenes a Atena, i els atenencs van anar amb una nau de guerra contra la ciutat. Allà van saber que Egina havia robat les estàtues i es van dirigir a l'illa. Els seus habitants no van voler tornar les estàtues, i els atenencs van decidir prendre-les per la força. Van tractar d'arrencar les imatges dels seus pedestals, i com que no ho aconseguien hi van lligar unes cordes per a arrossegar-les. Mentre ho feien, es va sentir un gran tro i hi va haver un terratrèmol. Els mariners de la trirrem que arrossegaven les estàtues van embogir i es van matar els uns als altres, fins que només en va quedar un que va tornar a la seva pàtria.
Per la seva banda, Pausànias diu que els habitants de Trezè expliquen que  Dàmia i Auxèsia eren dues verges de Creta que es trobaven en aquella ciutat quan van esclatar uns disturbis, i les noies van morir lapidades per la facció contrària. Van ser divinitzades com a reparació i es celebrava una festa en el seu honor. Auxèsia i Dàmia es van identificar amb Dèmeter i Persèfone.